# Гаврилково (Вологодская область)
Гаврилково — деревня в Междуреченском районе Вологодской области.
Входит в состав Ботановского сельского поселения (с 1 января 2006 года по 8 апреля 2009 года была центром Хожаевского сельского поселения), с точки зрения административно-территориального деления — центр Хожаевского сельсовета.
Расстояние до районного центра Шуйского по автодороге — 35 км, до центра муниципального образования Игумницева по прямой — 14 км. Ближайшие населённые пункты — Хожаево, Алексеево, Пестиково.
По переписи 2002 года население — 109 человек (55 мужчин, 54 женщины). Преобладающая национальность — русские (99 %).
Рядом с деревней находится Николаевская Шиленгская церковь.